# Nicolas Brazier
Pour les articles homonymes, voir Brazier.
Nicolas Brazier, né à Paris le 22 avril 1783 et mort à Passy le 22 août 1838, est un poète, chansonnier, goguettier et vaudevilliste français.

## Biographie
Quoique fils d’un maitre de pension, auteur d’ouvrages élémentaires, Brazier a pourtant reçu une éducation fort négligée. D’abord apprenti chez un bijoutier, puis employé dans les droits réunis, il montre de la facilité pour le couplet et se voit encouragé et guidé par Armand Gouffé. À la suite d’un premier succès aux Délassements, en 1803, il quitte son emploi pour s’occuper de chansons et de théâtre. Il s’efforce alors de réparer l’insuffisance de son instruction en suivant les cours d’une école.
De la gaieté, de l’esprit et de l’entrain animent ses chansons, dont plusieurs ont été très populaires. Le Caveau moderne le compta parmi ses membres les plus renommés.
Brazier collabore, surtout pour les couplets, à plus de deux cents vaudevilles pleins de gaieté et d’à-propos, dont plusieurs obtiennent la vogue, de Dumersan, Désaugiers, Merle, Mélesville, Théaulon, Carmouche, etc.
Il a vécu, vers 1825, dans un pavillon situé au niveau du no 62 rue Raynouard. La même année, il achète dans le même pâté de maisons le 4 rue de l'Église, où il mourut en 1838.
Il publie, en 1828, un poème anniversaire dédié à son ami Désaugiers, mort l'année d'avant : L'Anniversaire, épître à Desaugiers, qui se termine par ces vers :
Et, puisque tu pris les devants,

Prouve, en dépit de nos savants,

Qu'avec les morts il vaut mieux rire

Que bâiller avec les vivants.
Ses pièces les plus connues sont : le Soldat laboureur ; les Cuisinières ; les Bonnes d’enfants ; le Ci-devant jeune homme ; Le Coin de rue ; Les Cuisinières ; Préville et Taconnet ; la Carte à payer ; La Laitière de Montfermeil ; le Savetier et le Financier ; Je fais mes farces ; le Philtre champenois. Citons également :

## Œuvres

### Pièces de théâtre
- 1809 : Le Mariage de Charles Collé, ou la Tête à perruque, vaudeville en 1 acte d'Armand Gouffé et Nicolas Brazier, au Théâtre des Variétés, 18 octobre.
- 1814 : Le Boulevard Saint-Martin, ou Nous y voilà !, prologue d'inauguration mêlé de vaudevilles en 1 acte de Marc-Antoine-Madeleine Désaugiers et Nicolas Brazier, Théâtre de la Porte-Saint-Martin, 26 décembre.
- 1815 : La Bouquetière anglaise, comédie-anecdote en 1 acte, en prose, mêlée de vaudevilles, avec Jean-Baptiste Dubois et Moreau de Commagny, Paris, théâtre du Vaudeville, 11 mai
- 1816 : Les Deux Philiberte ou Sagesse et Folie de Nicolas Brazier, Jean-Toussaint Merle et Théophile Marion Dumersan, Théâtre de la Porte-Saint-Martin, 18 octobre.
- 1817 : Robinson dans son isle, comédie en un acte, mêlée de couplets et à spectacle, avec Théodore d'Artois
- 1824 : Le Grenadier de Fanchon, vaudeville en 1 acte d'Emmanuel Théaulon, Pierre-Frédéric-Adolphe Carmouche et Nicolas Brazier, Théâtre des Variétés, 13 décembre.

### Chansons
Outre un recueil de chansons en l’honneur des Bourbons, sous le titre de Souvenirs de dix ans (Paris, 1824), on a deux éditions de ses autres couplets (Paris, 1835, 1836).

### Histoire du théâtre
Brazier a écrit une Histoire des petits théâtres de Paris, chronique légère et amusante curieuse et utile, malgré des erreurs. Les éditions sont :
- 1837 : Chroniques des petits théâtres de Paris, depuis leur création jusqu'à nos jours, Allardin ;
- 1838 : Histoire des petits théâtres de Paris, Allardin ;
- 1883 : Chroniques des petits théâtres de Paris, réimprimées avec notice, variante et notes par Georges d’Heylli ; Ed. Rouveyre et G. Blond, en deux parties : I sur Gallica et II sur Gallica.

Il a publié dans le Vert-Vert, une suite d'articles sur les Abbés chansonniers.